# Bruno Étienne
Bruno Étienne (La Tronche, 6 novembre 1937 – Aix-en-Provence, 4 marzo 2009) è stato un sociologo, politologo e islamista francese.
È stato uno specialista dell'Algeria, dell'Islam e di antropologia religiosa.

## Biografia
Diplomato nell'Institut d'études politiques d'Aix-en-Provence e laureato in lingua araba nell'Università di Tunisi, fu professore aggregato di Scienze Politiche. Ricercatore al Cairo, docente all'ENA-Alger, presso la Facoltà di Giurisprudenza di Algeri e presso l'Università Hassan II Casablanca e di Marmara. È stato altresì direttore di ricerca nel CNRs.
È stato iniziato in Massoneria nella Loggia «Le Phare de la renaissance» di Marsiglia il 12 gennaio 1960. Nel 1964 è stato affiliato alla Loggia «Les Arts et l'Amitié», del Grande Oriente di Francia, a  Aix-en-Provence, e per finire è stato membro della Loggia «Règle et Liberté»  di Aix-en-Provence, fino alla sua morte.
Professore nell'Institut d'études politiques d'Aix-en-Provence, aveva fondato e diretto fino al 2006 l'Observatoire du religieux. Bruno Étienne era membro dell'Institut universitaire de France.
Ispiratore del Conseil francais du culte musulman, Bruno Étienne è stato sostenitore di un approccio laico aperto alla diversità religiosa e culturale, tutto sommato abbastanza coerente coi principi massonici del Grande Oriente di Francia, di cui faceva parte. Era cavaliere della Légion d'honneur.
Sciences Po Aix ha dedicato a lui il suo principale anfiteatro il 14 ottobre 2009..

## Pubblicazioni
- L'islamisme radical, Paris, LGF, 1989 (trad. it. L'islamismo radicale, Milano, Rizzoli, 2001).
- La France et l'islam, Paris, Hachette, 1989.
- Abdelkader, Paris, Hachette, 1994.
- Une grenade entrouverte, La Tour d'Aigue, Éditions de l'Aube, 1999.
- L'Islam en France, Paris, CNRS Éditions, 2000.
- Ils ont rasé la Mésopotamie : du droit de coloniser au devoir d'ingérence, Paris, Eshel, 2000.
- Une voie pour l'occident, Dervy 2000
- Les amants de l'apocalypse, La Tour d'Aigue, Éditions de l'Aube, 2002.
- L'Initiation, Paris, Dervy, 2002.
- La France face aux sectes, Paris, Hachette, 2002.
- Islam, les questions qui fâchent, Paris, Bayard, 2003.
- Abd el-Kader : Le Magnanime (con François Pouillon), Paris, Gallimard, coll. «Découvertes Gallimard» (n° 431), 2003.
- La voie de la main nue : Initiation et karaté-do, Paris, Dervy, 2004.
- Être bouddhiste en France aujourd'hui (con Raphaël Liogier), Paris, Hachette, 2004.
- Heureux comme Dieu en France ? : La République face aux religions, Paris, Bayard, 2005.
- Pour retrouver la parole : Le retour des frères (con Alain Bauer, Roger Dachez et Michel Maffesoli), La Table Ronde, 2006.
- La spiritualité maçonnique : Pour redonner du sens à la vie, Paris, Dervy, 2006.
- Les 15 sujets qui fâchent les francs-maçons (con Jean Solis), La hutte, 2008